# Panicum griffonii
Panicum griffonii är en gräsart som beskrevs av Adrien René Franchet. Panicum griffonii ingår i släktet vipphirser, och familjen gräs. Inga underarter finns listade i Catalogue of Life.